# The Sims Stories
The Sims Stories — серія комп'ютерних ігор серії The Sims. Ігри спеціально оптимізовані для ноутбуків.

## Ігри серії

### The Sims Life Stories
6 лютого 2007 року відбувся реліз The Sims Life Stories. Гра має схожість з The Sims 2, але має менші графічні вимоги. У ній ведеться розповідь про різних людей. У кожній з історій гравець може грати персонажами задля подолання їх проблем та виконування бажань. Сюжет Райлі розповідає історію про молоду дівчину, яка переїжджає до тітки, і знаходить справжнє кохання. Сюжет Вінсента розповідає історію про мільйонера, який знаходиться в пошуках справжнього кохання.

### The Sims Pet Stories
Гра The Sims Pet Stories вийшла 19 червня 2007. Ігровий процес полягає у догляді та дресирувані домашніх улюбленців, подібно до The Sims 2: Pets. Як і попередник, The Sims Life Stories, гра оптимізована під ноутбук.
Гра The Sims Pet Stories має дві категорії геймплею: перший — вільний, як в The Sims 2: Pets; другий — сценарний. Сценарний геймплей представляє дві історії. Перша історія називається Найкращий в шоу (англ. Best in Show), друга — Опівнічний маскарад (англ. Midnight Masquerade). Історія Найкращий в шоу розказує про Еліс, яка стикається з фінансовими складностями і може втратити свій будинок. Її пес, Сем, повинен виграти змагання, щоб він і його господарка не опинились на вулиці. У другій історії, Опівнічний Маскарад, Стівен має ужитися з кішкою, яка перевертає його дім верх дном.

### The Sims Castaway Stories
Гра The Sims Castaway Stories 29 січня 2008. Має дві категорії геймплею: перший — вільний на острові Ванмамі, як в The Sims 2; другий — сценарний. В сценарному варіанті під назвою Єдиний і потерпілий корабельну аварію (англ. Shipwrecked and Single) гра представляє двох персонажів, якими можна пройти гру: жінку Джессіку Найт та чоловіка Девіда Беннетта. Джессіка/Девід пливуть на судні Королева Соломона. Раптово корабель потрапляє в аварію. Головний герой прокидається на березі острова і згодом знаходить свою скриню з речами, які допомагають йому/їй вижити. Через деякий час Джессіка/Девід знаходить інших пасажирів з корабля і знайомиться з місцевим населенням.